# José Joaquín Chaverri Sievert
José Joaquín Chaverri Sievert (San José, 30 de agosto de 1949) es embajador de carrera de Costa Rica.

## Biografía
Nació en San José, el 30 de agosto de 1949. Sus padres fueron Adrián Chaverri y Luisa Sievert.
Cursó estudios en la Escuela Humboldt y el Colegio Seminario en San José y de periodisimo en la Universidad de Costa Rica. Ingresó al Ministerio de Relaciones Exteriores y Culto el 1 de agosto de 1971. Ha desempeñado diversos cargos diplomáticos en la sede del Ministerio, entre ellos los de Director de Prensa, Director de Culto y Director del Instituto Diplomático. Fue Embajador de Costa Rica en Alemania de 1987 a 1990 y en 2010 se le nombró nuevamente para ese cargo, que asumió en 2011. También ha sido delegado de Costa Rica en numerosas Asambleas Generales de las Naciones Unidas y la OEA y en múltiples reuniones internacionales. De 2003 a 2006 fungió como director general de Política Exterior.
Ha publicado numerosos artículos sobre temas internacionales y es colaborador de varios periódicos.